# Asturconponny
Asturconponnyn är en liten halvvild hästras av ponnytyp som härstammar från Asturien i norra Spanien. Rasen har funnits i bergen i den spanska provinsen i över 3000 år. De asturiska ponnyerna har varit utrotningshotade under många år men de små härdiga ponnyerna var väldigt uppskattade av romarna under antiken. Sedan 1970-talet har flera grupper och föreningar jobbat på att få rasen fridlyst och beskyddad av staten. 
Asturconponnyn är liten med en genomsnittlig mankhöjd på 114-124 cm och de är oftast mörka, främst svarta eller bruna utan vita tecken. I fångenskap används Asturconsponnyn främst som packhäst eller transporthäst i de bergigare regionerna, eller ibland som ridponny till barn. De små ponnyerna har även en extra gångart, en mjuk och lättriden gångart som är unik för rasen. 

## Historia
Härstamningen på Asturconponnyn är tämligen okänd men man tror att den har utvecklats ur den utdöda Tarpanen och även att den har vissa blodslinjer gemensamt med en annan ättling till Tarpanen, den portugisiska Sorraiaponnyn. Det finns även vissa teorier om att rasen skulle ha förts till Spanien av kelterna ungefär samtidigt som kelterna förde olika ponnyer till Storbritannien. En annan teori är att ponnyerna utvecklades genom korsningar mellan Sorraia, Garrano och keltiska ponnyer. Asturconponnyn är mycket lik den skotska Shetlandsponnyn vilket stödjer teorin om keltiskt blod, då Shetlandsponnyn härstammar från keltiska ponnyer som fördes till Storbritannien.
De första dokumentationerna om Asturconponnyerna härstammar från 200-talet f.Kr när Spanien var ockuperat av romarna. Det var romarna som först kallade dem Asturconponnyer och den lilla ponnyn fick mycket god kritik från den romerska armén. Plinius den äldre (23-79 e. Kr) beskrev ponnyerna som en liten ras som aldrig travade. Ponnyn var älskad då den istället för att trava som vanliga hästar så flöt den fram i en speciell gångart som var unik för rasen. Denna var mycket bekväm att rida och därför blev den populär bland de kvinnor som red. Denna gångart är troligtvis ett arv från de keltiska ponnyerna, då denna gångart inte finns närvarande hos varken Sorraia, Garrano eller Tarpanen, som ska ha ingått i utvecklingen av Asturconponnyn. Några hästar med denna unika gångart finns dock i Turkiet, Kina, Mongoliet och Sibirien. 
Under medeltiden blev den lilla ponnyn väldigt populär bland annat i Frankrike där de kallades Haubini som senare ändrades till hobbye och rasen användes bland annat till att utveckla en numera utdöd hästras på Irland som kallades just Irish hobby. Även i England fick ponnyn gott rykte men kallades där för Palfreys. 
Efter många år av hot om att rasen skulle utrotas grundades en aktivistgrupp under 1970-talet som jobbade hårt för att fridlysa rasen och föda upp beståndet. 

## Egenskaper

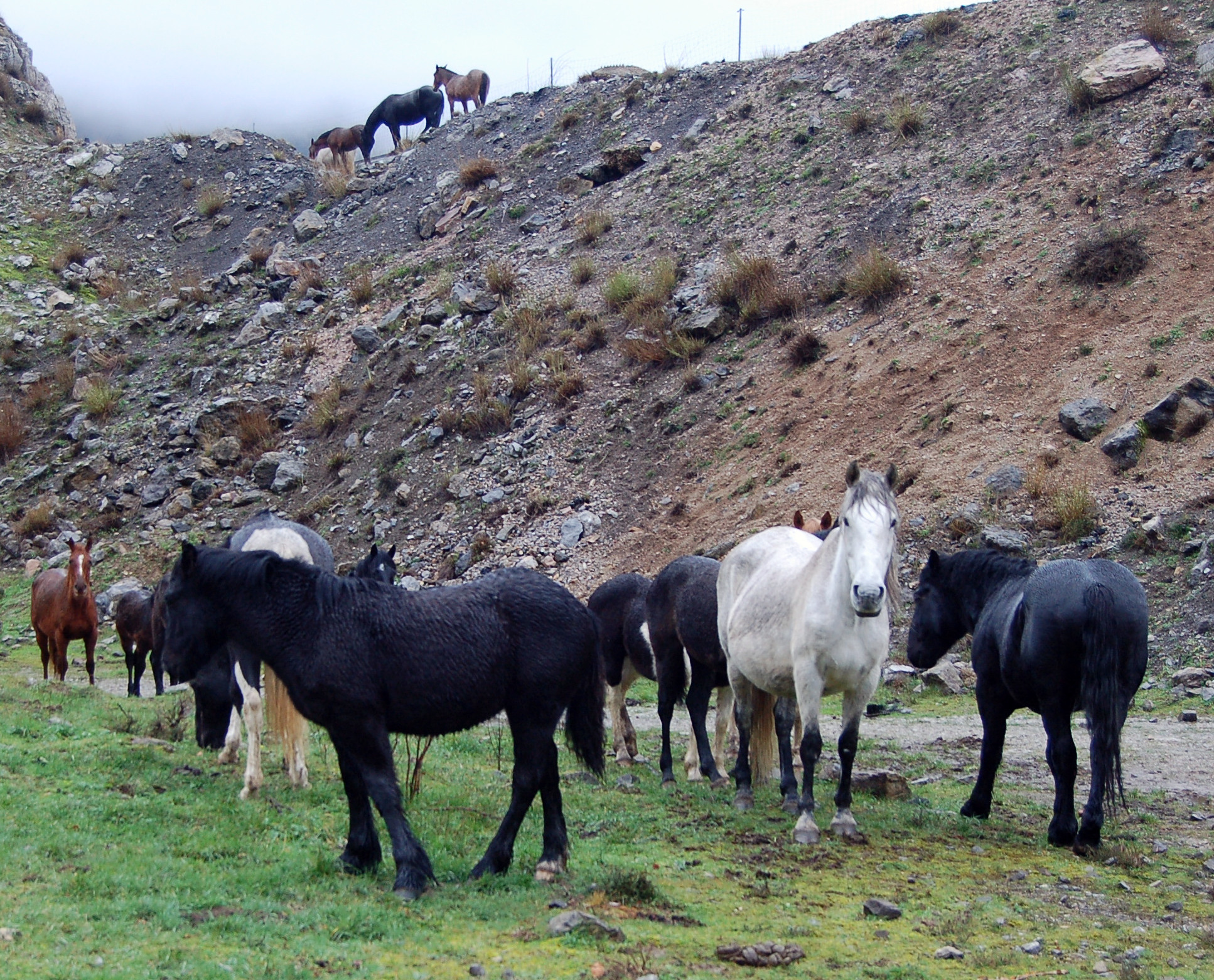
Ponnyerna är oftast svarta eller bruna men det finns även skimlar och fuxar.

Asturconponnyn har utvecklats till en härdig och sund bergshäst efter alla år i de spanska bergen. De har hårda hovar och starka ben. Ponnyerna har ibland ganska stora och tunga huvuden med rak profil, stora ögon och små öron. Nacken är lång och ganska tunn. Ryggen är rak och stark. Svansen är lågt satt. Då hästarna enbart lever på att beta är de oftast runda om buken, något som är vanligt för hästar som lever i vilt tillstånd. De små ponnyerna är tuffa och kan vara ganska envisa men de få tama ponnyer som finns är populära som packdjur och även till ridning för barn. Ponnyerna har även en extra gångart som är unik för Asturconponnyn. Gångarten är mjuk och bekväm för ryttaren att rida i. 
De dominerande färgerna för Asturconponnyn är mörka, oftast brun eller svart, men finns även som fux och skimmel och i enstaka fall skäck, bork eller black. Det är ovanligt med vita tecken i ansikte eller på benen, men hästarna kan ibland visa primitiva tecken som ljusare päls på mulen, så kallat mjölmule, och även under buken och runt ögonen. Pälsen är kraftig och vinterpälsen är tjock och vattenavvisande. Ponnyerna är ganska små med en mankhöjd på 114-124 cm.